# Riaga radiata
Riaga radiata là một loài bướm đêm trong họ Noctuidae.